# Art et Action
Ne doit pas être confondu avec Art+Auction.

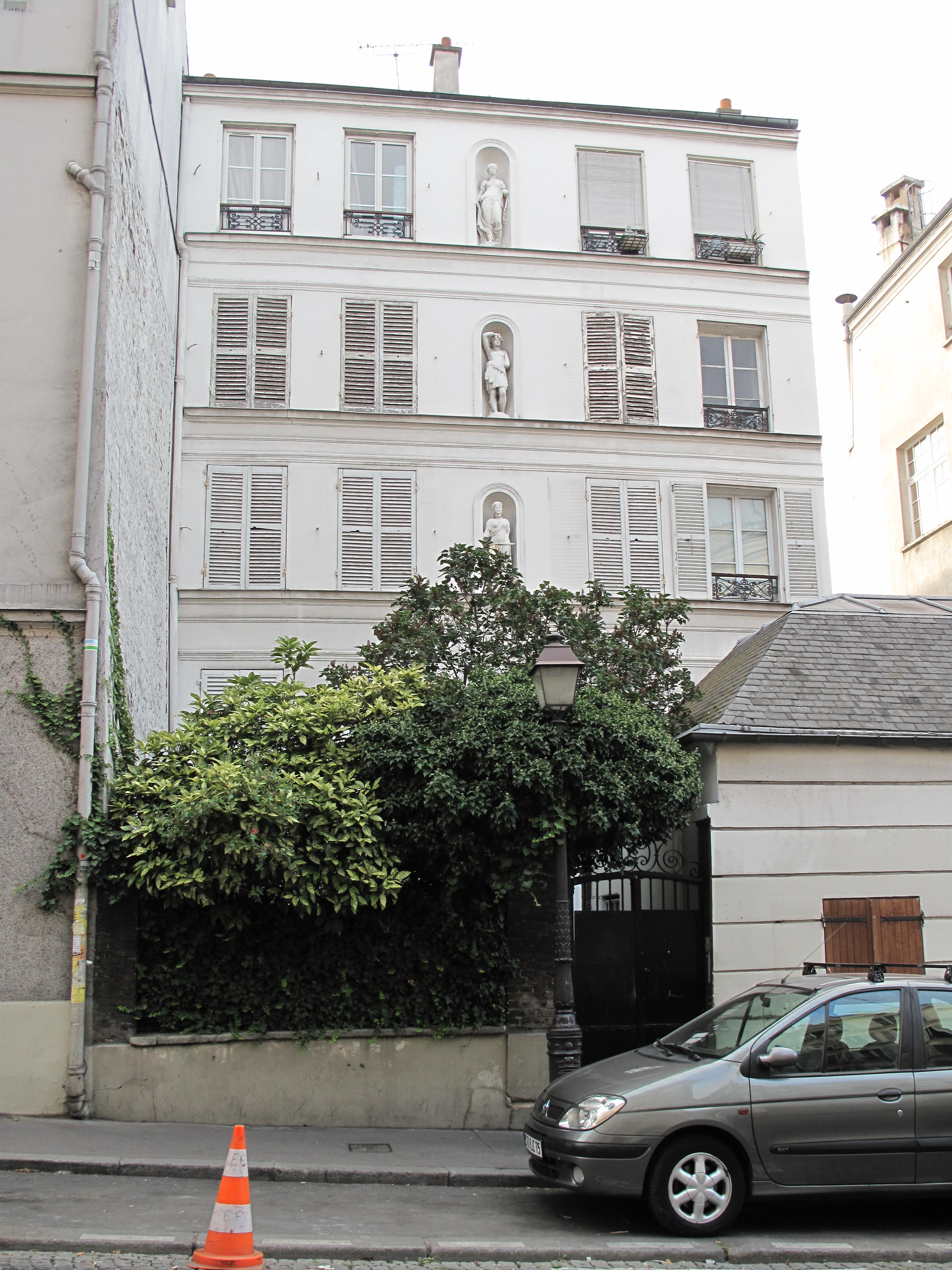
C'est au 66 rue Lepic que se situait le Grenier jaune, où avaient lieu des spectacles d'Art et Action.

Art et Action  est «  laboratoire de théâtre pour l'affirmation et la défense d'œuvres modernes, fondé et animé par Édouard Autant et Louise Lara de 1919 à 1939, et qui eut un rôle important dans la recherche de formules destinées à renouveler l'art théâtral. ».

## Caractéristiques
Les représentations étaient privées et gratuites dans la salle du Grenier jaune au 66 rue Lepic. Si cela permit une certaine indépendance (qui permit de s'affranchir du Fisc et d'avoir à reverser des droits d'auteurs), cela conduisit à un certain isolement et manque de publicité et de critiques.
Pour Art et Action, le théâtre est premier, le texte n'est qu'un de ses constituants et l'acteur n'y est pas central : « Au long d'une quinzaine d'années d'existence (...), le Laboratoire Art et Action a monté les textes des auteurs les plus divers (...); sur le minuscule plateau de leur théâtre, les genres les plus opposés se sont succédé (...) : mais presque aucun de ces spectacles n'a vu l'acteur seul, libre de son jeu entre les parois du décor et les rangs du public. Poupées, mannequins, ombres ou marionnettes lui ont disputé l'espace de la scène et l'attention des spectateurs ».
Dans les expérimentations menées par Art et Action, on peut citer l'adaptation d'œuvres littéraires qui n'étaient pas conçues pour la scène et des lectures-spectacles, inspirées par ce qui se faisait en URSS.
Art et Action introduisit en France de théâtre futuriste.

## Spectacles
Liste non exhaustive : se reporter à l'ouvrage de Michel Corvin cité en bibliographie (appendice II, pages 469 et suivantes).
- 1920 : Compère le Renard de Georges Polti[7]
- 1921 : Philoctète d'André Gide
- 1922 : Une Nuit au Luxembourg de Rémy de Gourmont
- 1922 : Parmi l'œuvre de René Ghil[8]
- 1922 : L’Enfant de la Lune d'Henri Strentz
- 1922 : Liluli de Romain Rolland, création le 31 décembre 1922[9]
- 1923 : La Ligne droite est morte d'Henri Strentz
- 1926 : Le Bateau ivre d'Arthur Rimbaud
- 1926 : L'Armoire à glace un beau soir de Louis Aragon. Création le 27 mars 1926 par la Compagnie L'Assaut[10]

Autres spectacles créés (date à préciser) : Couleurs du temps (Apollinaire), Coup de dés (Mallarmé), Jeanne d'Arc (Péguy), Le Partage de midi (Claudel), Cain (Lord Byron), Sanatorium (Ribemont-Dessaignes), Reconstruire Babel (Georges Polti)

## Personnalités liées à Art et Action
- Akakia-Viala
- Henri-Martin Barzun
- Jean Lurçat
- Frans Masereel
- Chana Orloff
- Picart le Doux
- Josef Sima
- Nicolas Bataille
- Ionesco
- Élie Grekoff